# Marija Lasickeneová
Marija Alexandrovna Lasickene rozená Kučinová (rusky: Мария Александровна Ласицкене, roz. Кучина; * 14. ledna 1993 Prochladnyj, Kabardsko-Balkarsko) je ruská atletka, jejíž specializací je skok do výšky.

## Sportovní kariéra
První úspěchy začala sbírat v roce 2009, kdy vybojovala stříbrnou medaili na Mistrovství světa do 17 let v italském Brixenu a stříbro na Evropském olympijském festivalu mládeže ve finském Tampere. O rok později na prvním ročníku Letních olympijských hrách mládeže v Singapuru vybojovala výkonem 189 cm zlatou medaili.
26. ledna 2011 se stala v Třinci vítězkou mítinku Beskydská laťka, když překonala 197 cm, čímž vytvořila nový juniorský halový světový rekord. O tři dny později skočila na Hustopečském skákání 194 cm a obsadila druhé místo, když prohrála jen s krajankou Světlanou Školinovou. I to ji však stačilo k celkovému vítězství na Moravské výškařské tour. Na halovém ME 2011 v Paříži ji těsně unikla finálová účast, když v kvalifikaci obsadila deváté, první nepostupové místo. V témže roce se stala v estonském Tallinnu juniorskou mistryní Evropy. Titul získala výkonem 195 cm, čímž si vylepšila osobní rekord a vyrovnala rekord šampionátu Rusky Jeleny Jelesinové z roku 1989.
V roce 2012 vybojovala na MS juniorů v Barceloně výkonem 188 cm bronzovou medaili. Na světové letní univerziádě v Kazani v roce 2013 získala stříbro, když ve finále překonala 196 cm a prohrála pouze s Polkou Kamilou Stepaniukovou, jež zvítězila díky lepšímu technickému zápisu.
V roce 2014 se zařadila do světové výškařské špičky. Na jaře se stala mistryní světa v hale a v létě vicemistryní Evropy ve skoku do výšky. V následující sezóně nejprve v Praze získala titul halové mistryně Evropy a v létě vybojovala zlatou medaili v soutěži výškařek na světovém šampionátu v Pekingu. Titul mistryně světa obhájila v roce 2017 v Londýně. V roce 2018 připojila k úspěchům druhý titul halové mistryně světa ve skoku do výšky. V roce 2019 zvítězila potřetí na MS, tentokrát v katarském Dauhá, a to výkonem 204 cm. V roce 2021 se stala v Tokiu olympijskou vítězkou.
V březnu 2017 se vdala za televizního sportovního komentátora Vladase „Taševa“ Lasickase.
V roce 2014, 2017, 2018, 2019 a 2021 se stala celkovou vítězkou Diamantové ligy ve skoku do výšky.
Zkritizovala poměry v Rusku ohledně atletiky.   Po zákazu ruských sportovců na mezinárodních akcí napsala šéfu olympijského výboru Bacha otevřený dopis, kde ho kritizovala za toto rozhodnutí, protože nemá záležet na národnosti.   V roce 2023 ukončila svou profesionální kariéru. 

### Osobní rekordy
Stala se osmou výškařkou historie, která překonala výšku 205 cm v hale i pod širým nebem. Totéž před ní dokázaly Bulharka Stefka Kostadinovová, Němky Heike Henkelová a Ariane Friedrichová, Švédka Kajsa Bergqvistová, Belgičanka Tia Hellebautová, Chorvatka Blanka Vlašičová, Ruska Anna Čičerovová. 
- hala – 205 cm – 9. února 2020, Moskva[13]
- venku – 206 cm – 6. července 2017, Lausanne[14]